# Gabrielle Ruiz
Gabrielle Ruiz (New York, 12 maggio 1989) è un'attrice statunitense.
Ha ottenuto la fama internazionale per il ruolo di Valencia Perez nella serie musicale Crazy Ex-Girlfriend e per numerosi ruoli a Broadway.

## Filmografia parziale

### Attrice
- Una vita da vivere (One Life to Live) – soap opera, episodio 9.995 (2007)
- Law & Order - Unità vittime speciali (Law & Order: Special Victims Unit) – serie TV, episodio 14x15 (2013)
- Crazy Ex-Girlfriend – serie TV, 41 episodi (2015–2019)
- Orange Is the New Black – serie TV, episodio 4x02 (2016)
- Better Things – serie TV, episodio 3x09 (2019)

### Doppiatrice
- Star Trek: Lower Decks - serie animata, episodio 2x09 (2021) - T'lyn

## Discografia
- 2016 – AA.VV. Crazy Ex-Girlfriend: Original Television Soundtrack (Season 1 - Volume 1)
- 2016 – AA.VV. Crazy Ex-Girlfriend: Original Television Soundtrack (Season 1 - Volume 2)
- 2017 – AA.VV. Crazy Ex-Girlfriend: Original Television Soundtrack (Season 2)
- 2017 – AA.VV. Crazy Ex-Girlfriend: Karaoke Album
- 2018 – AA.VV. Crazy Ex-Girlfriend: Original Television Soundtrack (Season 3)
- 2019 – AA.VV. The Crazy Ex-Girlfriend Concert Special (Yes, It's Really Us Singing!)

## Teatro
- Evita
- In the Heights
- A Chorus Line